# 이승준 (배구 선수)
이승준(2000년 11월 30일 ~ )는 대한민국의 남자 배구 선수이며, 천안 현대캐피탈 스카이워커스의 선수이다. 2018-2019 신인 드래프트에서 안산 OK저축은행 러시앤캐시에 입단하였다.

## 안산 OK저축은행 러시앤캐시
시즌 막판 한국전력전에서 프로데뷔 첫 득점을 기록하였다.
2019년 11월 21일 OK저축은행 이승준,장준호 한국전력 최홍석 2:1 트레이드를 통해 한국전력으로 이적하였다.

## 수원 한국전력 빅스톰
한국전력 이적후에는 백업으로 뛰다가 2019-2020시즌에 중반이후 주전으로 기용되면서 좋은 모습을 보여주었다.

## 천안 현대캐피탈 스카이워커스
2020년 11월 13일 3:3 대형트레이드로 현대캐피탈로 이적하였다.

## 출신학교
- 금상초등학교
- 각리중학교
- 송림고등학교